# Klein darmwier
Klein darmwier (Blidingia minima) is een groenwier uit de klasse Ulvophyceae. Het werd in 1947 beschreven door Johann Kylin.

## Kenmerken
Klein darmwier is een darmwiersoort die weinig tot niet vertakt is met een bleekgroene tot donkergroene kleur. De bladeren zijn buisvormig met een onregelmatige celopstelling. De soort is 1-10 cm lang en 1-2 mm breed.

## Verspreiding
Klein darmwier komt inheems voor in het hele oostelijke deel van Azië in landen als China, Japan, Korea en het oostelijke deel van Rusland. Vanuit hier heeft deze soort zich wereldwijd verspreid over zowel de Atlantische als de Stille Oceaan. Het wordt onder andere gevonden langs de zeekusten van de Azoren, Canada, Noorwegen, Zuid-Afrika, de Verenigde Staten en in Nederland (onder andere in Noordzee en de Waddenzee).